# Philip Arthur Fisher
Philip Arthur Fisher (8 de septiembre de 1907-11 de marzo de 2004) fue un inversor estadounidense, autor del libro Acciones ordinarias y beneficios extraordinarios: Common Stocks and Uncommon Profits, una guía de inversión que continúa imprimiéndose desde que se publicó por primera vez en 1958. Fisher estudió en la Universidad de Stanford. Su empresa, Fisher & Co, se fundó en 1931.
Es considerado un pionero en la técnica de la inversión en crecimiento. Morningstar llegó a decir que era "uno de los grandes inversores de todos los tiempos". 
En su libro Common Stocks and Uncommon Profits, comenta que el mejor momento para vender una acción es "prácticamente nunca". Su inversión más famosa fue la compra de acciones de Motorola en 1955, cuando esta compañía era fabricante de radios, y que mantuvo hasta su muerte.
Uno de los seguidores más conocidos de Fisher es Warren Buffett, que en algunas ocasiones ha comentado:

I'm 15 percent Fisher and 85 percent Benjamin Graham.

Traducible como: "Soy un 15% Fisher y un 85% Graham".
Su hijo, Kenneth L. Fisher, también fundó una firma de inversiones.